# Xavi Castillo
Xavi Castillo (Alcoy, Provincia de Alicante; 1967) es un actor español, integrante y cara visible de la compañía de teatro Pot de Plom, creada en 1992.
En sus espectáculos, que consisten muchos de ellos en monólogos sin un guion rígido, tienen un lugar primordial la crítica feroz a la realidad política y cultural de la Comunidad Valenciana. También ha editado un libro explicando detalles sobre guiones, creación de personajes y la censura que han sufrido.
Producto de la temática de su intensa actividad teatral, el actor ha sido objeto de censura por parte del Partido Popular de la Comunidad Valenciana,[cita requerida] siendo sus actuaciones vetadas, por ejemplo, en Canal Nou.[cita requerida] También ha sufrido intentos de censura por parte de plataformas cristianas como Hazte Oír.

## Espectáculos
- Pànic al centenari - Videos:
- Historietes medievals
- Jordiet contraataca
- La Venganza
- L'Estranu Viatge del Professor Vicent
- The Best of Jordiet
- L'estrany viatge - Videos:
- Canvi Climàtic Circus
- Con la Iglesia hemos topao! (L'heretge de Xàtiva i altres històries)
- El Chou
- El Boato (The Boat)
- Les aventures de Xonan, el guerrer
- Històries de Reis i Bufons
- València Zombi

- Veriueu-ho Show
- Xavi Castillo: Veriueu-ho
- 2013: Un Any Pa cagar-se!
- El Mono
- Les noves histories medievals
- Con la iglesia hemos topao 2[3]